# Eumerus nepalensis
Eumerus nepalensis är en tvåvingeart som beskrevs av Enrico Adelelmo Brunetti 1908. Eumerus nepalensis ingår i släktet månblomflugor, och familjen blomflugor. Inga underarter finns listade i Catalogue of Life.